# Arhopala ariel
Arhopala ariel är en fjärilsart som beskrevs av William Doherty 1891. Arhopala ariel ingår i släktet Arhopala och familjen juvelvingar. Inga underarter finns listade i Catalogue of Life.